# Tajemnica ziarna
Tajemnica ziarna  (fr. La graine et le mulet) – francuski dramat filmowy z 2007 roku w reżyserii Abdellatifa Kechiche’a. Zdjęcia kręcono w porcie w Sète.
Film otrzymał wiele nagród, w tym m.in. cztery statuetki Cezara, Nagrodę im. Louisa Delluca oraz nagrody w kilku kategoriach na 64. MFF w Wenecji.